# Razem a jednak osobno
Razem a jednak osobno – singiel zespołu Ich Troje wydany w 2001 roku, pochodzący z czwartego albumu studyjnego zatytułowanego Ad. 4. Jest to jeden z największych przebojów zespołu zaraz po „A wszystko to... (bo ciebie kocham)!” czy „Powiedz”. Utwór dwukrotnie zajmował pierwsze miejsce w notowaniu listy 30 ton. W czerwcu 2001 w 421 notowaniu dotarł do 11. pozycji na liście Wietrznego Radia. Na Szczecińskiej liście przebojów przebywał cztery tygodnie, zajmując w drugim najwyższe 14. miejsce.
Klip do utworu wyreżyserował Michał Bryś. Niektóre ujęcia były nagrywane na Moście Świętokrzyskim w Warszawie.

## Lista utworów zamieszczonych na singlu[1]
1. "Razem a jednak osobno" - 4:08

## Notowania utworu
| Lista                           | Pozycja |
| ------------------------------- | ------- |
| Szczecińska Lista Przebojów     | 14      |
| Wietrzne Radio                  | 11      |
| 30 ton - lista, lista przebojów | 1       |